# Giải Cánh diều cho phim truyện điện ảnh
Giải Cánh diều cho phim truyện điện ảnh (trước đây là Giải Cánh diều cho phim truyện nhựa hay nhất) là hạng mục quan trọng nhất trong hệ thống Giải Cánh diều, giải thưởng điện ảnh hàng năm của Hội Điện ảnh Việt Nam.
Giải Cánh Diều cho phim điện ảnh của Hội Điện ảnh Việt Nam được phân biệt với Giải Bông Sen cho phim truyện điện ảnh thuộc khuôn khổ Liên hoan phim Việt Nam (tổ chức bởi Bộ Văn hóa - Thông tin và Cục Điện ảnh). Theo quy định, phim giành giải Cánh Diều Vàng chỉ được tính bằng 1/2 Bông Sen Vàng.

## Danh sách theo năm
| Chỉ phim đoạt cánh diều vàng           |
| Chỉ phim đoạt cánh diều bạc            |
| Chỉ phim nhận bằng khen hoặc giải khác |

### 2003–2009
Từ năm 2003, Giải thưởng chính thức mang tên Giải Cánh Diều.
| Năm  | Tác phẩm                     | Đạo diễn              | Sản xuất                                 | Chú thích            |
| ---- | ---------------------------- | --------------------- | ---------------------------------------- | -------------------- |
| 2002 | Lưới trời                    | Phi Tiến Sơn          | Trần Như Hưng                            | [ 2 ]                |
| 2002 | Gái nhảy                     | Lê Hoàng              |                                          | [ 2 ]                |
| 2002 | Vua bãi rác                  | Đỗ Minh Tuấn          |                                          | [ 2 ]                |
| 2002 | Của rơi                      | Vương Đức             |                                          | [ 2 ]                |
| 2002 | Hà Nội 12 ngày đêm           | Bùi Đình Hạc          | Nguyễn Huy Hoàng; Vũ Văn Nha             | [ 2 ]                |
| 2002 | Mê Thảo, thời vang bóng      | Việt Linh             | Dương Minh Hoàng                         | [ 2 ]                |
| 2003 | Người đàn bà mộng du         | Nguyễn Thanh Vân      | Cố Khắc Ứng                              | [ 3 ]                |
| 2003 | Trò đùa của Thiên Lôi        | Nguyễn Quang          | Nguyễn Thế Kiên                          | [ 3 ]                |
| 2003 | Nguyễn Ái Quốc ở Hong Kong   | Nguyễn Khắc Lợi       | Hà Phạm Phú; Liêu Thự Huy                | [ 3 ]                |
| 2004 | Thời xa vắng                 | Hồ Quang Minh         | Trần Khải Hoàng; Bùi Huy Lũy             | [ 4 ]                |
| 2004 | Mùa len trâu                 | Nguyễn Võ Nghiêm Minh | Jean Bréhat                              | [ 4 ]                |
| 2004 | Chiến dịch trái tim bên phải | Đào Duy Phúc          | Lê Mạnh Tuấn                             | [ 4 ]                |
| 2004 | Ký ức Điện Biên              | Đỗ Minh Tuấn          |                                          | [ 4 ]                |
| 2004 | Nữ tướng cướp                | Lê Hoàng              |                                          | [ 4 ]                |
| 2005 | Chuyện của Pao               | Ngô Quang Hải         | Đặng Tất Bình                            | [ 5 ]                |
| 2005 | Sống trong sợ hãi            | Bùi Thạc Chuyên       | Makoto Ueda                              | [ 5 ]                |
| 2006 | Hà Nội, Hà Nội               | Bùi Tuấn Dũng Lý Vỹ   | Hà Phạm Phú                              | [ 6 ]                |
| 2006 | Áo lụa Hà Đông               | Lưu Huỳnh             | Lưu Huỳnh                                | [ 6 ]                |
| 2006 | Sinh mệnh                    | Đào Duy Phúc          |                                          | [ 6 ]                |
| 2007 | Nụ hôn thần chết             | Nguyễn Quang Dũng     | Đinh Thị Thanh Hương, Nguyễn Nữ Như Khuê | [ 7 ] [ 8 ] [ 9 ]    |
| 2007 | Trái tim bé bỏng             | Nguyễn Thanh Vân      | Lê Đức Tiến                              | [ 7 ] [ 8 ] [ 9 ]    |
| 2007 | Chớp mắt cùng số phận        | Lê Ngọc Linh          |                                          | [ 7 ] [ 8 ] [ 9 ]    |
| 2007 | Hoài vũ trắng                | Đào Duy Phúc          |                                          | [ 7 ] [ 8 ] [ 9 ]    |
| 2007 | Rừng đen                     | Vương Đức             |                                          | [ 7 ] [ 8 ] [ 9 ]    |
| 2008 | Trăng nơi đáy giếng          | Nguyễn Vinh Sơn       | Nguyễn Thái Hòa                          | [ 10 ] [ 11 ] [ 12 ] |
| 2008 | Huyền thoại bất tử           | Lưu Huỳnh             | Irene Trinh                              | [ 10 ] [ 11 ] [ 12 ] |
| 2009 | Đừng đốt                     | Đặng Nhật Minh        | Nguyễn Thị Hồng Ngát                     | [ 13 ]               |
| 2009 | 14 ngày phép                 | Nguyễn Trọng Khoa     | Cathy Lynn Vũ                            | [ 13 ]               |
| 2009 | Chơi vơi                     | Bùi Thạc Chuyên       | Đặng Tất Bình; Claire-Agnes Lajoumard    | [ 13 ]               |

### Thập niên 2010
| Năm  | Tác phẩm                                                             | Đạo diễn                             | Sản xuất                                                   | Chú thích            |
| ---- | -------------------------------------------------------------------- | ------------------------------------ | ---------------------------------------------------------- | -------------------- |
| 2010 | Long thành cầm giả ca                                                | Đào Bá Sơn                           | Nguyễn Thái Hòa                                            | [ 14 ] [ 15 ]        |
| 2010 | Cánh đồng bất tận                                                    | Nguyễn Phan Quang Bình               | Johnathan Foo Ngô Thị Bích Hiền Ngô Thị Bích Hạnh          | [ 14 ] [ 15 ]        |
| 2010 | Khát vọng Thăng Long                                                 | Lưu Trọng Ninh                       | Jimmy Phạm Nghiêm Jenni Trang Lê                           | [ 14 ] [ 15 ]        |
| 2010 | Vũ điệu đam mê                                                       | Nguyễn Đức Việt                      |                                                            | [ 14 ] [ 15 ]        |
| 2010 | Tây Sơn hào kiệt                                                     | Lý Huỳnh Lý Hùng Phượng Hoàng        |                                                            | [ 14 ] [ 15 ]        |
| 2010 | Cô dâu đại chiến                                                     | Victor Vũ                            | Phạm Việt Anh Khoa Ngọc Hiệp                               | [ 14 ] [ 15 ]        |
| 2010 | Vượt qua bến Thượng Hải                                              | Triệu Tuấn                           | Vương Dũng                                                 | [ 14 ] [ 15 ]        |
| 2011 | Mùi cỏ cháy                                                          | Nguyễn Hữu Mười                      |                                                            | [ 16 ]               |
| 2011 | Long Ruồi                                                            | Charlie Nguyễn                       | Dustin Nguyễn, Vincent Ngô                                 | [ 16 ]               |
| 2011 | Saigon Yo!                                                           | Stephane Gauger                      | Stephane Gauger Elizabeth Ái Danny Đỗ Ryan Hoàng Hubris    | [ 16 ]               |
| 2011 | Hot boy nổi loạn và câu chuyện về thằng Cười, cô gái điếm và con vịt | Vũ Ngọc Đãng                         | Nguyễn Phan Quang Bình Ngô Thị Bích Hiền                   | [ 16 ]               |
| 2012 | Thiên mệnh anh hùng                                                  | Victor Vũ                            | Lê Lam Viên Phạm Việt Anh Khoa                             | [ 17 ]               |
| 2012 | Lạc lối                                                              | Phạm Nhuệ Giang                      |                                                            | [ 17 ]               |
| 2012 | Lấy chồng người ta                                                   | Lưu Huỳnh                            |                                                            | [ 17 ]               |
| 2012 | Cát nóng                                                             | Lê Hoàng                             |                                                            | [ 17 ]               |
| 2012 | Nhà có 5 nàng tiên                                                   | Trần Ngọc Giàu                       | Vũ Thị Bích Liên                                           | [ 17 ]               |
| 2012 | Scandal: Bí mật thảm đỏ                                              | Victor Vũ                            | Phạm Việt Anh Khoa Trần Thị Bích Ngọc                      | [ 17 ]               |
| 2013 | Thần tượng                                                           | Nguyễn Quang Huy                     | Nguyễn Quang Huy Nguyễn Văn Tuấn                           | [ 18 ] [ 19 ]        |
| 2013 | Âm mưu giày gót nhọn                                                 | Hàm Trần                             | Timothy Linh Bùi Irene Trịnh Kathy Uyên                    | [ 18 ] [ 19 ]        |
| 2013 | Tèo em                                                               | Charlie Nguyễn                       | Jimmy Phạm Nghiêm Jenni Trang Lê                           | [ 18 ] [ 19 ]        |
| 2013 | Những người viết huyền thoại                                         | Bùi Tuấn Dũng                        | Vương Đức                                                  | [ 18 ] [ 19 ]        |
| 2014 | Những đứa con của làng                                               | Nguyễn Đức Việt                      | Nguyễn Thị Hồng Ngát                                       | [ 20 ]               |
| 2014 | Lạc giới                                                             | Phi Tiến Sơn                         | Mai Thu Huyền                                              | [ 20 ]               |
| 2014 | Hương Ga                                                             | Cường Ngô                            | Irene Trịnh Igor Szczurko Kim Lý                           | [ 20 ]               |
| 2014 | Chàng trai năm ấy                                                    | Nguyễn Quang Huy                     | Nguyễn Quang Huy Đinh Thị Thanh Hương                      | [ 20 ]               |
| 2014 | Thầu Chín ở Xiêm                                                     | Bùi Tuấn Dũng                        | Nguyễn Thanh Vân                                           | [ 20 ]               |
| 2014 | Quả tim máu                                                          | Victor Vũ                            | Martin Nguyễn Trần Thị Bích Ngọc                           | [ 20 ]               |
| 2015 | Trúng số                                                             | Dustin Nguyễn                        | Dustin Nguyễn Bebe Phạm                                    | [ 21 ]               |
| 2015 | Tôi thấy hoa vàng trên cỏ xanh                                       | Victor Vũ                            | Trịnh Thị Thanh Tâm Nguyễn Cao Tùng                        | [ 21 ]               |
| 2015 | Người trở về                                                         | Đặng Thái Huyền                      | Đinh Xuân Sơn                                              | [ 21 ]               |
| 2015 | Cuộc đời của Yến                                                     | Đinh Tuấn Vũ                         | Vương Đức                                                  | [ 21 ]               |
| 2015 | Quyên                                                                | Nguyễn Phan Quang Bình               | Nguyễn Phan Quang Bình Ngô Thị Bích Hiền Ngô Thị Bích Hạnh | [ 21 ]               |
| 2015 | Cầu vồng không sắc                                                   | Nguyễn Quang Tuyến                   |                                                            | [ 21 ]               |
| 2015 | Bảo mẫu siêu quậy                                                    | Lê Bảo Trung                         | Lưu Hồng Minh                                              | [ 21 ]               |
| 2016 | Sài Gòn, anh yêu em                                                  | Lý Minh Thắng Huỳnh Lập La Quốc Hùng | Lý Minh Thắng Tài Đỗ Võ Đỗ Minh Hoàng                      | [ 22 ] [ 23 ]        |
| 2016 | Tấm Cám: Chuyện chưa kể                                              | Ngô Thanh Vân                        | Ngô Thanh Vân Trần Bửu Lộc                                 | [ 22 ] [ 23 ]        |
| 2016 | 12 chòm sao: Vẽ đường cho yêu chạy                                   | Vũ Ngọc Phượng                       | Trịnh Lê Minh Hằng                                         | [ 22 ] [ 23 ]        |
| 2016 | Cha cõng con                                                         | Lương Đình Dũng                      | Nguyễn Chí Dũng                                            | [ 22 ] [ 23 ]        |
| 2016 | Sút                                                                  | Việt Max                             | Trần Thị Bích Ngọc Martin Nguyễn                           | [ 22 ] [ 23 ]        |
| 2016 | Bao giờ có yêu nhau                                                  | Dustin Nguyễn                        | Dustin Nguyễn Bebe Phạm                                    | [ 22 ] [ 23 ]        |
| 2016 | Tik Tak anh yêu em                                                   | Trần Ka Mỹ                           |                                                            | [ 22 ] [ 23 ]        |
| 2017 | Cô Ba Sài Gòn                                                        | Trần Bửu Lộc Kay Nguyễn              | Ngô Thanh Vân Trần Bửu Lộc Trần Nguyễn Thảo Nguyên         | [ 24 ] [ 25 ]        |
| 2017 | Cô gái đến từ hôm qua                                                | Phan Gia Nhật Linh                   | Nguyễn Cao Tùng Vũ Quỳnh Hà                                | [ 24 ] [ 25 ]        |
| 2017 | Em chưa 18                                                           | Lê Thanh Sơn                         | Charlie Nguyễn                                             | [ 24 ] [ 25 ]        |
| 2017 | Đảo của dân ngụ cư                                                   | Hồng Ánh                             | Vũ Tuấn Anh Nguyễn Thanh Hà                                | [ 24 ] [ 25 ]        |
| 2017 | Dạ cổ hoài lang                                                      | Nguyễn Quang Dũng                    | Thảo Nguyễn Minh Đô Thanh Huyền                            | [ 24 ] [ 25 ]        |
| 2017 | Mẹ chồng                                                             | Lý Minh Thắng                        | Tài Đỗ Võ Đỗ Minh Hoàng                                    | [ 24 ] [ 25 ]        |
| 2018 | Chàng vợ của em                                                      | Charlie Nguyễn                       |                                                            | [ 26 ] [ 27 ] [ 28 ] |
| 2018 | Song lang                                                            | Leon Lê                              | Ngô Thanh Vân Irene Trinh                                  | [ 26 ] [ 27 ] [ 28 ] |
| 2018 | Siêu sao siêu ngố                                                    | Đỗ Đức Thịnh                         | Lê Thị Thanh Thủy                                          | [ 26 ] [ 27 ] [ 28 ] |
| 2019 | Hạnh phúc của mẹ                                                     | Huỳnh Đông                           | Bá Cường Vân Lê Lê Phạm Anh Thơ                            | [ 29 ] [ 30 ]        |
| 2019 | Truyền thuyết về Quán Tiên                                           | Đinh Tuấn Vũ                         | Nguyễn Thị Hồng Ngát                                       | [ 29 ] [ 30 ]        |
| 2019 | Hai Phượng                                                           | Lê Văn Kiệt                          | Ngô Thanh Vân Trần Bửu Lộc                                 | [ 29 ] [ 30 ]        |
| 2019 | Anh trai yêu quái                                                    | Vũ Ngọc Phượng                       | Vũ Quỳnh Hà Trần Khánh Tân Trần Thu Hiền                   | [ 29 ] [ 30 ]        |
| 2019 | Gái già lắm chiêu 3                                                  | Nam Cito Bảo Nhân                    | Trần Bửu Lộc                                               | [ 29 ] [ 30 ]        |

### Thập niên 2020
| Năm  | Tác phẩm                                      | Đạo diễn                        | Sản xuất                                                                                    | Chú thích     |
| ---- | --------------------------------------------- | ------------------------------- | ------------------------------------------------------------------------------------------- | ------------- |
| 2020 | Bố già                                        | Trấn Thành Vũ Ngọc Đãng         | Thảo Nguyễn                                                                                 | [ 31 ]        |
| 2020 | Gái già lắm chiêu V: Những cuộc đời vương giả | Nam Cito, Bảo Nhân              | Bùi Huệ Chi                                                                                 | [ 31 ]        |
| 2020 | Trạng Tí phiêu lưu ký                         | Phan Gia Nhật Linh              | Nguyễn Ngọc Lâm Giang Hồ                                                                    | [ 31 ]        |
| 2020 | Võ sinh đại chiến                             | Bá Cường                        | Nguyệt Phạm Mèo Bích Trang Lê Minh Hữu Thiện                                                | [ 31 ]        |
| 2020 | Trái tim quái vật                             | Tạ Nguyên Hiệp                  | Nguyễn Quang Huy                                                                            | [ 31 ]        |
| 2020 | Con đường có Mặt Trời                         | Vũ Anh Nhất                     | Vũ Minh Phương                                                                              | [ 31 ]        |
| 2021 | Đêm tối rực rỡ                                | Aaron Toronto                   | Nhã Uyên                                                                                    | [ 32 ]        |
| 2021 | Bình minh đỏ                                  | Nguyễn Thanh Vân Trần Chí Thành | Phương Hằng                                                                                 | [ 32 ]        |
| 2021 | Maika – Cô bé đến từ hành tinh khác           | Hàm Trần Nguyễn Phan Quang Bình | Jenni Trang Lê Anderson Lê Bảo Nguyễn Duy Ho                                                | [ 32 ]        |
| 2021 | Bẫy ngọt ngào                                 | Đinh Hà Uyên Thư                | Minh Hằng                                                                                   | [ 32 ]        |
| 2021 | Phượng cháy                                   | Nguyễn Mạnh Hà                  | —                                                                                           | [ 32 ]        |
| 2021 | Cơn giông                                     | Trần Ngọc Phong                 | —                                                                                           | [ 32 ]        |
| 2023 | Tro tàn rực rỡ                                | Bùi Thạc Chuyên                 | Trần Thị Bích Ngọc                                                                          | [ 33 ] [ 34 ] |
| 2023 | Nhà bà Nữ                                     | Trấn Thành                      | Trấn Thành, Đỗ Hoàng Vũ                                                                     | [ 33 ] [ 34 ] |
| 2023 | Con Nhót mót chồng                            | Vũ Ngọc Đãng                    | Thu Trang                                                                                   | [ 33 ] [ 34 ] |
| 2023 | Em và Trịnh                                   | Phan Gia Nhật Linh              | Vũ Quỳnh Hà, Nguyễn Quốc Công, Nguyễn Quang Dũng, Phan Gia Nhật Linh                        | [ 33 ] [ 34 ] |
| 2023 | Mười: Lời nguyền trở lại                      | Trịnh Lê Minh Hằng              | Trịnh Lê Minh Hằng                                                                          | [ 33 ] [ 34 ] |
| 2024 | Mai                                           | Trấn Thành                      | Nguyễn Hữu Tường Vi, Trấn Thành, Nguyễn Phương Thảo (Trấn Thành Town & CJ HK Entertainment) | [ 35 ]        |
| 2024 | Đào, phở và piano                             | Phi Tiến Sơn                    | Phan Đình Thanh, Nguyễn Minh Phương (Công ty cổ phần phim truyện I)                         | [ 35 ]        |
| 2024 | Móng vuốt                                     | Lê Thanh Sơn                    | Trinh Hoan (HKFilm)                                                                         | [ 35 ]        |
| 2024 | Cu li không bao giờ khóc                      | Phạm Ngọc Lân                   | Nghiêm Quỳnh Trang, Trần Thị Bích Ngọc (Cadence Studio & Ân Nam Productions)                | [ 35 ]        |
| 2024 | Bà già đi bụi                                 | Trần Chí Thành                  | Phan Đình Thanh (Công ty cổ phần phim truyện I)                                             | [ 35 ]        |
| 2024 | Hai Muối                                      | Vũ Thành Vinh                   | Vũ Thành Vinh (Công ty Truyền thông Khang KMedia)                                           | [ 35 ]        |